# Julián Usano Martínez
Julián Usano Martínez (Museros, Horta Nord, 8 de juliol de 1976) va ser un ciclista valencià que fou professional entre el 2001 i el 2003.

## Palmarès

### Resultats al Tour de França
- 2003. 142è de la classificació general

### Resultats al Giro d'Itàlia
- 2003. 87è de la classificació general